# Liga dos Campeões da FIBA de 2022-23
A Temporada 2022-23 da Liga dos Campeões da FIBA (em inglês:  2022-23 Basketball Champions League (BCL)) foi a 7ª edição da competição continental masculina organizada pela FIBA Europa, sucursal da Federação Internacional de Basquetebol. A competição hoje figura como a terceira competição continental mais importante do basquetebol europeu. 
A equipe do Lenovo Tenerife defende seu título e busca o tricampeonato.
O Final Four de 2023 será disputado em Málaga na Palacio de Deportes José María Martín Carpena com capacidade para um público de 11.300 pessoas e também é a casa da primeira equipe a qualificar-se para o certame, Unicaja Malaga.

## Clubes participantes
| Galatasaray (3º)           | Surne Bilbao Basket (9º) | Hapoel Jerusalém (3º)          | Filou Oostende (1º)    |
| Darüşşafaka Tefken (4º)    | BAXI Manresa (7º)        | Hapoel Holon (1º)              | Igokea m:tel (1º)      |
| Bahçeşehir Koleji (6º) CEC | Lenovo Tenerife (6º) C   | Bnei Herzliya (2º) wc          | Falco Szombathely (1º) |
| Pınar Karşıyaka (7º) wc    | UCAM Murcia (10º)        | UNAHOTELS Reggio(7º)           | VEF Riga (1º)          |
| JDA Bourgogne (3º)         | Peristeri (8º)           | Banco di Sardegna Sassari (4º) | rytas Vilnius (1º)     |
| SIG Strasbourg (7º) wc     | AEK Atenas (6º)          | Telekom Baskets Bonn (3º)      | Legia Varsovia (2º)    |
| Limoges CSP (6º)           | P.A.O.K Salônica (9º)wc  | MHP Riesen Ludwigsburg (3º)    | ERA Nymburk (1º)       |

| BV Chemnitz 99 (6º)  | Opava (2º)             | Šiauliai (4º)         | Patrioti Levice (1º)     |
| Brose Bamberg (8º)   | Bakken Bears (1º)      | Heroes Den Bosch (1º) | Norrköping Dolphins (1º) |
| Río Breogán (11º)    | Pärnu Sadam (1º)       | TFT Skopje (4º)       | Fribourg Olympic (1º)    |
| Unicaja Malaga (12º) | Karhu (1º)             | Benfica (1º)          | Tofaş (9º)               |
| Swans Gmunden (2º)   | Egis Kormend (2º)      | CSO Voluntari (2º)    | Budivelnyk Kyjiv         |
| Keravnos (1º)        | Golden Eagle Ylli (1º) | FMP Meridian (2º)     | Leicester Riders (1º)    |

## Cronograma
A competição seguirá o seguinte cronograma:
| Fase                 | Rodada          | Rodada          | Sorteio            | 1º Jogo                                | 2º Jogo                                | 3º Jogo                                |
| -------------------- | --------------- | --------------- | ------------------ | -------------------------------------- | -------------------------------------- | -------------------------------------- |
| Fase Classificatória | Primeira rodada | Primeira rodada | 7 de Julho de 2022 | 21 de Setembro de 2022                 | 21 de Setembro de 2022                 | 21 de Setembro de 2022                 |
| Fase Classificatória | Segunda rodada  | Segunda rodada  | 7 de Julho de 2022 | 23 de Setembro de 2022                 | 23 de Setembro de 2022                 | 23 de Setembro de 2022                 |
| Fase Classificatória | Terceira rodada | Terceira rodada | 7 de Julho de 2022 | 25 de Setembro de 2022                 | 25 de Setembro de 2022                 | 25 de Setembro de 2022                 |
| Temporada Regular    | 1ª Rodada       | 1ª Rodada       | 7 de Julho de 2022 | 3-5 de Outubro de 2022                 | 3-5 de Outubro de 2022                 | 3-5 de Outubro de 2022                 |
| Temporada Regular    | 2ª Rodada       | Grupos A–D      | 7 de Julho de 2022 | 11-12 de Outubro de 2022               | 11-12 de Outubro de 2022               | 11-12 de Outubro de 2022               |
| Temporada Regular    | 2ª Rodada       | Grupos E–H      | 7 de Julho de 2022 | 18–19 de Outubro de 2022               | 18–19 de Outubro de 2022               | 18–19 de Outubro de 2022               |
| Temporada Regular    | 3ª Rodada       | Grupos A–D      | 7 de Julho de 2022 | 25–26 de Outubro de 2022               | 25–26 de Outubro de 2022               | 25–26 de Outubro de 2022               |
| Temporada Regular    | 3ª Rodada       | Grupos E–H      | 7 de Julho de 2022 | 1–2 de Novembro de 2022                | 1–2 de Novembro de 2022                | 1–2 de Novembro de 2022                |
| Temporada Regular    | 4ª Rodada       | Grupos A–D      | 7 de Julho de 2022 | 22-23 de Novembro de 2022              | 22-23 de Novembro de 2022              | 22-23 de Novembro de 2022              |
| Temporada Regular    | 4ª Rodada       | Grupos E–H      | 7 de Julho de 2022 | 29–30 de Novembro de 2022              | 29–30 de Novembro de 2022              | 29–30 de Novembro de 2022              |
| Temporada Regular    | 5ª Rodada       | Grupos A–D      | 7 de Julho de 2022 | 6-7 de Dezembro de 2022                | 6-7 de Dezembro de 2022                | 6-7 de Dezembro de 2022                |
| Temporada Regular    | 5ª Rodada       | Grupos E–H      | 7 de Julho de 2022 | 13-14 de Dezembro de 2022              | 13-14 de Dezembro de 2022              | 13-14 de Dezembro de 2022              |
| Temporada Regular    | 6ª Rodada       | 6ª Rodada       | 7 de Julho de 2022 | 20–21 de Dezembro de 2022              | 20–21 de Dezembro de 2022              | 20–21 de Dezembro de 2022              |
| Play-ins             | Play-ins        | Play-ins        | 7 de Julho de 2022 | 3-4 de Janeiro de 2022                 | 10–11 de Janeiro de 2022               | 17–18 de Janeiro de 2022               |
| Top 16               | 1ª Rodada       | 1ª Rodada       | 7 de Julho de 2022 | 24–25 de Janeiro de 2023               | 24–25 de Janeiro de 2023               | 24–25 de Janeiro de 2023               |
| Top 16               | 2ª Rodada       | 2ª Rodada       | 7 de Julho de 2022 | 31 de janeiro - 1 de Fevereiro de 2023 | 31 de janeiro - 1 de Fevereiro de 2023 | 31 de janeiro - 1 de Fevereiro de 2023 |
| Top 16               | 3ª Rodada       | 3ª Rodada       | 7 de Julho de 2022 | 7-8 de Fevereiro de 2023               | 7-8 de Fevereiro de 2023               | 7-8 de Fevereiro de 2023               |
| Top 16               | 4ª Rodada       | 4ª Rodada       | 7 de Julho de 2022 | 7-8 de Março de 2023                   | 7-8 de Março de 2023                   | 7-8 de Março de 2023                   |
| Top 16               | 5ª Rodada       | 5ª Rodada       | 7 de Julho de 2022 | 14–15 de Março de 2023                 | 14–15 de Março de 2023                 | 14–15 de Março de 2023                 |
| Top 16               | 6ª Rodada       | 6ª Rodada       | 7 de Julho de 2022 | 21–22 de Março de 2023                 | 21–22 de Março de 2023                 | 21–22 de Março de 2023                 |
| Play-offs            | Quarter-finals  | Quarter-finals  | A decidir          | 4-5 de Abril de 2023                   | 11–12 de Abril de 2023                 | 18–19 de Abril de 2023                 |
| Final Four           | Semi-finals     | Semi-finals     | A decidir          | 12 de Maio de 2023                     | 12 de Maio de 2023                     | 12 de Maio de 2023                     |
| Final Four           | Final           | Final           | A decidir          | 14 de Maio de 2023                     | 14 de Maio de 2023                     | 14 de Maio de 2023                     |

## Fase classificatória

### Chave 1
A chave teve como sede única o Centro Esportivo Boris Trajkovski em Escópia, Macedónia do Norte.
|  | Quartas de finais | Quartas de finais | Quartas de finais |  |  | Semifinais       | Semifinais       | Semifinais      |    |       | Final | Final | Final |
|  |                   |                   |                   |  |  |                  |                  |                 |    |       |       |       |       |
|  | Leicester Riders  | Leicester Riders  | 61                |  |  |                  |                  |                 |    |       |       |       |       |
|  | CSO Voluntari     | CSO Voluntari     | 70                |  |  | CSO Voluntari    | CSO Voluntari    | 57              |    |       |       |       |       |
|  |                   |                   |                   |  |  | Tofaş            | Tofaş            | 68              |    |       |       |       |       |
|  |                   |                   |                   |  |  |                  |                  |                 |    | Tofaş | Tofaş | 82    |       |
|  | TFT Skopje        | TFT Skopje        | 77                |  |  |                  | Niners Chemnitz  | Niners Chemnitz | 78 |       |       |       |       |
|  | Niners Chemnitz   | Niners Chemnitz   | 96                |  |  | Niners Chemnitz  | Niners Chemnitz  | 93              |    |       |       |       |       |
|  |                   |                   |                   |  |  | Fribourg Olympic | Fribourg Olympic | 70              |    |       |       |       |       |
|  |                   |                   |                   |  |  |                  |                  |                 |    |       |       |       |       |
|  |                   |                   |                   |  |  |                  |                  |                 |    |       |       |       |       |
|  |                   |                   |                   |  |  |                  |                  |                 |    |       |       |       |       |

### Chave 2
A chave teve como sede única o Palacio de Deportes José María Martín Carpena em Málaga, Espanha.
|  | Quartas de finais | Quartas de finais | Quartas de finais |  |  | Semifinais       | Semifinais       | Semifinais      |    |                | Final          | Final | Final |
|  |                   |                   |                   |  |  |                  |                  |                 |    |                |                |       |       |
|  | Heroes Den Bosch  | Heroes Den Bosch  | 85                |  |  |                  |                  |                 |    |                |                |       |       |
|  | Šiauliai          | Šiauliai          | 73                |  |  | Heroes Den Bosch | Heroes Den Bosch | 58              |    |                |                |       |       |
|  |                   |                   |                   |  |  | Unicaja Malaga   | Unicaja Malaga   | 114             |    |                |                |       |       |
|  |                   |                   |                   |  |  |                  |                  |                 |    | Unicaja Malaga | Unicaja Malaga | 91    |       |
|  | Patrioti Levice   | Patrioti Levice   | 79                |  |  |                  | Patrioti Levice  | Patrioti Levice | 73 |                |                |       |       |
|  | Egis Kormend      | Egis Kormend      | 70                |  |  | Patrioti Levice  | Patrioti Levice  | 81              |    |                |                |       |       |
|  |                   |                   |                   |  |  | Karhu            | Karhu            | 57              |    |                |                |       |       |
|  |                   |                   |                   |  |  |                  |                  |                 |    |                |                |       |       |
|  |                   |                   |                   |  |  |                  |                  |                 |    |                |                |       |       |
|  |                   |                   |                   |  |  |                  |                  |                 |    |                |                |       |       |

### Chave 3
A chave teve como sede única o Pavilhão Fidelidade em Lisboa, Portugal.
|  | Quartas de finais   | Quartas de finais   | Quartas de finais |  |  | Semifinais          | Semifinais          | Semifinais |    |               | Final         | Final | Final |
|  |                     |                     |                   |  |  |                     |                     |            |    |               |               |       |       |
|  | Norrköping Dolphins | Norrköping Dolphins | 57                |  |  |                     |                     |            |    |               |               |       |       |
|  | Budivelnyk          | Budivelnyk          | 87                |  |  | Budivelnyk          | Budivelnyk          | 94         |    |               |               |       |       |
|  |                     |                     |                   |  |  | Brose Bamberg       | Brose Bamberg       | 97         |    |               |               |       |       |
|  |                     |                     |                   |  |  |                     |                     |            |    | Brose Bamberg | Brose Bamberg | 73    |       |
|  | Golden Eagles Ylli  | Golden Eagles Ylli  | 67                |  |  |                     | Benfica             | Benfica    | 87 |               |               |       |       |
|  | Benfica             | Benfica             | 92                |  |  | Benfica             | Benfica             | 73         |    |               |               |       |       |
|  |                     |                     |                   |  |  | Keravnos Keratea FC | Keravnos Keratea FC | 65         |    |               |               |       |       |
|  |                     |                     |                   |  |  |                     |                     |            |    |               |               |       |       |
|  |                     |                     |                   |  |  |                     |                     |            |    |               |               |       |       |
|  |                     |                     |                   |  |  |                     |                     |            |    |               |               |       |       |

### Chave 4
|  | Quartas de finais | Quartas de finais | Quartas de finais |  |  | Semifinais    | Semifinais    | Semifinais   |    |              | Final        | Final | Final |
|  |                   |                   |                   |  |  |               |               |              |    |              |              |       |       |
|  | Swans Gmunden     | Swans Gmunden     | 82                |  |  |               |               |              |    |              |              |       |       |
|  | Pärnu Sadam       | Pärnu Sadam       | 80                |  |  | Swans Gmunden | Swans Gmunden | 65           |    |              |              |       |       |
|  |                   |                   |                   |  |  | Bakken Bears  | Bakken Bears  | 83           |    |              |              |       |       |
|  |                   |                   |                   |  |  |               |               |              |    | Bakken Bears | Bakken Bears | 88    |       |
|  | FMP Meridian      | FMP Meridian      | 76                |  |  |               | FMP Meridian  | FMP Meridian | 82 |              |              |       |       |
|  | Río Breogán       | Río Breogán       | 64                |  |  | FMP Meridian  | FMP Meridian  | 92           |    |              |              |       |       |
|  |                   |                   |                   |  |  | Opava         | Opava         | 76           |    |              |              |       |       |
|  |                   |                   |                   |  |  |               |               |              |    |              |              |       |       |
|  |                   |                   |                   |  |  |               |               |              |    |              |              |       |       |
|  |                   |                   |                   |  |  |               |               |              |    |              |              |       |       |

## Temporada Regular

### Grupo A
| Pos | Clube             | J | V | D | P+  | P-  | SP  | Pts | Classificação          |     | C/V   | FAL   | STR   | TOF    | UCA |
| --- | ----------------- | - | - | - | --- | --- | --- | --- | ---------------------- | --- | ----- | ----- | ----- | ------ | --- |
| 1   | SIG Strasbourg    | 6 | 4 | 2 | 485 | 481 | 4   | 10  | Avançam para o Top16   | FAL |       | 89-71 | 64-77 | 104-94 |     |
| 2   | UCAM Murcia       | 6 | 4 | 2 | 487 | 487 | 0   | 10  | Avançam para o Play-in | STR | 81-78 |       | 94-89 | 82-70  |     |
| 3   | Tofaş             | 6 | 2 | 4 | 480 | 462 | 18  | 8   | Avançam para o Play-in | TOF | 90-63 | 75-79 |       | 77-87  |     |
| 4   | Falco Szombathely | 6 | 2 | 4 | 472 | 494 | -22 | 8   |                        | UCA | 81-74 | 80-78 | 75-72 |        |     |

### Grupo B
| Pos | Clube                | J | V | D | P+  | P-  | SP  | Pts | Classificação          |     | C/V   | AEK   | PIN   | UNA   | TEL |
| --- | -------------------- | - | - | - | --- | --- | --- | --- | ---------------------- | --- | ----- | ----- | ----- | ----- | --- |
| 1   | Telekom Baskets Bonn | 6 | 5 | 1 | 499 | 443 | 56  | 11  | Avançam para o Top16   | AEK |       | 68-59 | 80-72 | 66-73 |     |
| 2   | AEK Atenas           | 6 | 3 | 3 | 458 | 448 | 10  | 9   | Avançam para o Play-in | PIN | 91-88 |       | 83-76 | 80-89 |     |
| 3   | Pınar Karşıyaka      | 6 | 2 | 4 | 467 | 490 | -23 | 8   | Avançam para o Play-in | UNA | 73-84 | 74-70 |       | 66-90 |     |
| 4   | UNAHOTELS Reggio     | 6 | 2 | 4 | 436 | 479 | -43 | 8   |                        | TEL | 80-72 | 83-71 | 84-88 |       |     |

### Grupo C
| Pos | Clube               | J | V | D | P+  | P-  | SP  | Pts | Classificação          |     | C/V   | FIL   | GAL   | HOL    | LEG |
| --- | ------------------- | - | - | - | --- | --- | --- | --- | ---------------------- | --- | ----- | ----- | ----- | ------ | --- |
| 1   | Galatasaray Nef     | 6 | 4 | 2 | 514 | 473 | 41  | 10  | Avançam para o Top16   | FIL |       | 78-92 | 95-86 | 66-71  |     |
| 2   | Hapoel Atsmon Holon | 6 | 4 | 2 | 516 | 499 | 17  | 10  | Avançam para o Play-in | GAL | 85-91 |       | 88-75 | 86-71  |     |
| 3   | Filou Oostende      | 6 | 3 | 3 | 481 | 481 | 0   | 9   | Avançam para o Play-in | HOL | 88-83 | 82-73 |       | 101-79 |     |
| 4   | Legia Varsovia      | 6 | 1 | 5 | 437 | 495 | -58 | 7   |                        | LEG | 59-68 | 76-90 | 81-84 |        |     |

### Grupo D
| Pos | Clube               | J | V | D | P+  | P-  | SP  | Pts | Classificação          |     | C/V   | BAH   | ERA   | IGO   | SUR |
| --- | ------------------- | - | - | - | --- | --- | --- | --- | ---------------------- | --- | ----- | ----- | ----- | ----- | --- |
| 1   | Surne Bilbao Basket | 6 | 4 | 2 | 477 | 425 | 52  | 10  | Avançam para o Top16   | BAH |       | 88-80 | 70-67 | 60-92 |     |
| 2   | Bahçeşehir Koleji   | 6 | 3 | 3 | 437 | 470 | -33 | 9   | Avançam para o Play-in | ERA | 79-76 |       | 69-73 | 54-68 |     |
| 3   | Igokea m:tel        | 6 | 3 | 3 | 467 | 456 | 11  | 9   | Avançam para o Play-in | IGO | 72-77 | 91-74 |       | 80-85 |     |
| 4   | Era Nymburk         | 6 | 2 | 4 | 437 | 467 | -30 | 8   |                        | SUR | 80-66 | 71-81 | 81-84 |       |     |

### Grupo E
| Pos | Clube                       | J | V | D | P+  | P-  | SP  | Pts | Classificação          |     | C/V   | BAK   | DAR   | HAP   | MHP |
| --- | --------------------------- | - | - | - | --- | --- | --- | --- | ---------------------- | --- | ----- | ----- | ----- | ----- | --- |
| 1   | Hapoel Bank Yahav Jerusalem | 6 | 5 | 1 | 480 | 448 | 32  | 11  | Avançam para o Top16   | BAK |       | 68-66 | 71-72 | 86-94 |     |
| 2   | MHP Riesen Ludwigsburg      | 6 | 4 | 2 | 507 | 449 | 58  | 10  | Avançam para o Play-in | DAR | 80-66 |       | 69-92 | 70-90 |     |
| 3   | Darüşşafaka Tefken          | 6 | 2 | 4 | 429 | 448 | -19 | 8   | Avançam para o Play-in | HAP | 89-80 | 69-67 |       | 71-80 |     |
| 4   | Bakken Bears                | 6 | 1 | 5 | 429 | 500 | -71 | 7   |                        | MHP | 99-58 | 63-77 | 81-87 |       |     |

### Grupo F
| Pos | Clube        | J | V | D | P+  | P-  | SP  | Pts | Classificação          |     | C/V   | BAX   | BEN   | LIM   | VEF |
| --- | ------------ | - | - | - | --- | --- | --- | --- | ---------------------- | --- | ----- | ----- | ----- | ----- | --- |
| 1   | BAXI Manresa | 6 | 4 | 2 | 502 | 470 | 32  | 10  | Avançam para o Top16   | BAX |       | 82-92 | 77-88 | 88-59 |     |
| 2   | Benfica      | 6 | 4 | 2 | 470 | 472 | -2  | 10  | Avançam para o Play-in | BEN | 78-97 |       | 59-79 | 84-71 |     |
| 3   | Limoges CSP  | 6 | 3 | 3 | 438 | 404 | 34  | 9   | Avançam para o Play-in | LIM | 73-76 | 67-68 |       | 80-53 |     |
| 4   | VEF Riga     | 6 | 1 | 5 | 410 | 474 | -64 | 7   |                        | VEF | 80-82 | 76-89 | 71-51 |       |     |

### Grupo G
| Pos | Clube          | J | V | D | P+  | P-  | SP  | Pts | Classificação          |     | C/V   | DIN   | JDA   | PAO   | UNI |
| --- | -------------- | - | - | - | --- | --- | --- | --- | ---------------------- | --- | ----- | ----- | ----- | ----- | --- |
| 1   | Unicaja Malaga | 6 | 5 | 1 | 513 | 454 | 59  | 11  | Avançam para o Top16   | DIN |       | 72-85 | 82-78 | 76-87 |     |
| 2   | JDA Bourgogne  | 6 | 3 | 3 | 450 | 471 | -21 | 9   | Avançam para o Play-in | JDA | 88-80 |       | 69-74 | 70-91 |     |
| 3   | PAOK mateco    | 6 | 2 | 4 | 454 | 454 | 0   | 8   | Avançam para o Play-in | PAO | 88-68 | 66-70 |       | 85-88 |     |
| 4   | Dinamo Sassari | 6 | 2 | 4 | 470 | 508 | -38 | 8   |                        | UNI | 82-92 | 88-68 | 77-63 |       |     |

### Chave H
| Pos | Clube                   | J | V | D | P+  | P-  | SP  | Pts | Classificação          |     | C/V    | BNE   | LEN   | PER   | RYT |
| --- | ----------------------- | - | - | - | --- | --- | --- | --- | ---------------------- | --- | ------ | ----- | ----- | ----- | --- |
| 1   | Lenovo Tenerife         | 6 | 4 | 2 | 512 | 427 | 85  | 10  | Avançam para o Top16   | BNE |        | 57-95 | 87-90 | 90-85 |     |
| 2   | Rytas                   | 6 | 3 | 3 | 505 | 493 | 12  | 9   | Avançam para o Play-in | LEN | 83-63  |       | 86-60 | 89-74 |     |
| 3   | Peristeri bwin          | 6 | 3 | 3 | 459 | 495 | -36 | 9   | Avançam para o Play-in | PER | 86-70  | 88-81 |       | 71-82 |     |
| 4   | Bnei Ofek Dist Herzliya | 6 | 2 | 4 | 468 | 529 | -61 | 8   |                        | RYT | 90-101 | 85-78 | 89-64 |       |     |

## Segunda Fase

### Play-in
| Time 1                 | Série | Time 2             | 1º Jogo  | 2º Jogo | 3º Jogo |
| ---------------------- | ----- | ------------------ | -------- | ------- | ------- |
| rytas Vilnius          | 2 - 1 | PAOK mateco        | 85 - 65  | 78 - 81 | 82 - 63 |
| MHP Riesen Ludwigsburg | 1 - 2 | Limoges CSP        | 85 - 81  | 62 - 82 | 94 - 96 |
| JDA Bourgogne          | 2 - 1 | Peristeri bwin     | 89 - 80  | 88 - 92 | 89 - 82 |
| UCAM Murcia            | 2 - 0 | Pınar Karşıyaka    | 97 - 92  | 96 - 89 | -       |
| Bahçeşehir Koleji      | 2 - 1 | Filou Oostende     | 72 - 76  | 77 - 64 | 87 - 81 |
| AEK Atenas             | 2 - 0 | Tofaş              | 73 - 70  | 85 - 82 | -       |
| Hapoel Atsmon Holon    | 2 - 0 | Igokea m:tel       | 103 - 79 | 91 - 80 | -       |
| Benfica                | 0 - 2 | Darüşşafaka Tefken | 76 - 89  | 72 - 83 | -       |

### Grupo I
| Pos | Clube                       | J | V | D | P+  | P-  | SP  | Pts | Classificação            |     | C/V   | HAP     | HOL   | JDA   | STR |
| --- | --------------------------- | - | - | - | --- | --- | --- | --- | ------------------------ | --- | ----- | ------- | ----- | ----- | --- |
| 1   | Hapoel Bank Yahav Jerusalem | 6 | 5 | 1 | 444 | 419 | 25  | 11  | Avança quartas de finais | HAP |       | 77-65   | 77-84 | 81-80 |     |
| 2   | SIG Strasbourg              | 6 | 4 | 2 | 506 | 466 | 40  | 10  | Avança quartas de finais | HOL | 63-65 |         | 88-81 | 65-80 |     |
| 3   | JDA Bourgogne               | 6 | 2 | 4 | 457 | 490 | -33 | 8   |                          | JDA | 64-73 | 89-81   |       | 72-85 |     |
| 4   | Hapoel Atsmon Holon         | 6 | 1 | 5 | 472 | 504 | -32 | 7   |                          | STR | 63-71 | 112-110 | 86-67 |       |     |

### Grupo J
| Pos | Clube                | J | V | D | P+  | P-  | SP  | Pts | Classificação        |     | C/V   | BAH   | BAX   | RYT   | BON |
| --- | -------------------- | - | - | - | --- | --- | --- | --- | -------------------- | --- | ----- | ----- | ----- | ----- | --- |
| 1   | Telekom Baskets Bonn | 6 | 6 | 0 | 518 | 439 | 79  | 12  | Avançam para o Top16 | BAH |       | 76-77 | 69-92 | 76-87 |     |
| 2   | BAXI Manresa         | 6 | 3 | 3 | 488 | 485 | 3   | 9   | Avançam para o Top16 | BAX | 90-72 |       | 82-69 | 69-87 |     |
| 3   | rytas Vilnius        | 6 | 3 | 3 | 503 | 519 | -16 | 9   |                      | RYT | 95-88 | 96-95 |       | 79-86 |     |
| 4   | Bahçeşehir Koleji    | 6 | 0 | 6 | 449 | 515 | -66 | 6   |                      | BON | 74-68 | 85-75 | 99-72 |       |     |

### Grupo K
| Pos | Clube           | J | V | D | P+  | P-  | SP  | Pts | Classificação        |     | C/V   | AEK   | GAL    | LIM   | UNI |
| --- | --------------- | - | - | - | --- | --- | --- | --- | -------------------- | --- | ----- | ----- | ------ | ----- | --- |
| 1   | Unicaja Malaga  | 6 | 5 | 1 | 494 | 434 | 60  | 11  | Avançam para o Top16 | AEK |       | 92-78 | 82-72  | 65-75 |     |
| 2   | AEK Atenas      | 6 | 4 | 2 | 455 | 447 | 8   | 10  | Avançam para o Top16 | GAL | 71-81 |       | 100-73 | 72-67 |     |
| 3   | Galatasaray Nef | 6 | 2 | 4 | 457 | 463 | -6  | 8   |                      | LIM | 63-69 | 69-60 |        | 67-84 |     |
| 4   | Limoges CSP     | 6 | 1 | 5 | 432 | 494 | -62 | 7   |                      | UNI | 88-66 | 81-76 | 99-88  |       |     |

### Grupo L
| Pos | Clube               | J | V | D | P+  | P-  | SP  | Pts | Classificação        |     | C/V   | BIL   | DAR     | MUR   | TEN |
| --- | ------------------- | - | - | - | --- | --- | --- | --- | -------------------- | --- | ----- | ----- | ------- | ----- | --- |
| 1   | Lenovo Tenerife     | 6 | 5 | 1 | 459 | 415 | 44  | 11  | Avançam para o Top16 | BIL |       | 85-75 | 67-71   | 72-74 |     |
| 2   | UCAM Murcia         | 6 | 4 | 2 | 508 | 483 | 25  | 10  | Avançam para o Top16 | DAR | 95-85 |       | 105-104 | 59-80 |     |
| 3   | Darüşşafaka Tefken  | 6 | 2 | 4 | 492 | 525 | -33 | 8   |                      | MUR | 90-72 | 96-87 |         | 82-67 |     |
| 4   | Surne Bilbao Basket | 6 | 1 | 5 | 447 | 483 | -36 | 7   |                      | TEN | 78-66 | 75-71 | 85-65   |       |     |

## Playoffs

### Confrontos
| Time 1                      | Série | Time 2         | 1º Jogo | 2º Jogo | 3º Jogo |
| --------------------------- | ----- | -------------- | ------- | ------- | ------- |
| Hapoel Bank Yahav Jerusalem | 2 - 1 | AEK Atenas     | 64 - 55 | 78 - 94 | 91 - 51 |
| Unicaja Malaga              | 2 - 0 | UCAM Murcia    | 83 - 67 | 96 - 74 | -       |
| Telekom Baskets Bonn        | 2 - 1 | SIG Strasbourg | 76 - 77 | 76 - 66 | 83 - 77 |
| Lenovo Tenerife             | 2 - 1 | BAXI Manresa   | 91 - 84 | 83 - 85 | 84 - 72 |

## Final Four - Málaga 2023

### Semifinais
Palacio de Deportes José María Martín Carpena (Málaga),  12 de maio de 2023
| Time 1          | Placar  | Time 2                      |
| --------------- | ------- | --------------------------- |
| Lenovo Tenerife | 68 - 69 | Hapoel Bank Yahav Jerusalem |
| Unicaja Malaga  | 67 - 69 | Telekom Baskets Bonn        |

### Decisão de terceiro colocado
Palacio de Deportes José María Martín Carpena (Málaga),  14 de maio de 2023
| Time 1          | Placar  | Time 2         |
| --------------- | ------- | -------------- |
| Lenovo Tenerife | 84 - 79 | Unicaja Malaga |

### Grande Final
Palacio de Deportes José María Martín Carpena (Málaga),  14 de maio de 2023
| Time 1                      | Placar  | Time 2               |
| --------------------------- | ------- | -------------------- |
| Hapoel Bank Yahav Jerusalem | 70 - 77 | Telekom Baskets Bonn |

## Premiação
| BCL 2022-23 Campeões             |
| Alemanha                         |
| -------------------------------- |
| Telekom Baskets Bonn (1° título) |

### MVP das finais
- T. J. Shorts [9]